# Atrichopogon insularis
Atrichopogon insularis är en tvåvingeart som beskrevs av Jean-Jacques Kieffer 1921. Atrichopogon insularis ingår i släktet Atrichopogon och familjen svidknott.
Artens utbredningsområde är Taiwan. Inga underarter finns listade i Catalogue of Life.